# Campionat del món de corfbol 2011
El 9è Campionat del món de corfbol es va disputar a Shaoxing (Xina) entre el 27 d'octubre i el 5 de novembre de 2011, amb la participació de 16 seleccions nacionals.

## Equips
| Grup A | Grup A        |
| ------ | ------------- |
|        | Països Baixos |
|        | Portugal      |
|        | Alemanya      |
|        | Índia         |

| Grup B | Grup B     |
| ------ | ---------- |
|        | Bèlgica    |
|        | Rússia     |
|        | Sud-àfrica |
|        | Hong Kong  |

| Grup C | Grup C      |
| ------ | ----------- |
|        | Anglaterra  |
|        | Polònia     |
|        | Xina Taipei |
|        | Austràlia   |

| Grup D | Grup D    |
| ------ | --------- |
|        | Txèquia   |
|        | Catalunya |
|        | Xina      |
|        | Gal·les   |

La selecció d'Hongria va renunciar a participar-hi per qüestions financeres i va ser substituïda per Gal·les.

### Catalunya
La selecció catalana va fer una campanya per aconseguir els 27.000 € necessaris per desplaçar tot l'equip fins a Shaoxing i poder participar en el mundial. Gràcies a col·laboracions particulars d'empreses, entitats, clubs i aficionats, i principalment amb l'aportació de la Plataforma Pro Seleccions Esportives Catalanes i la mediació de la Secretaria General de l'Esport, es van recollir els diners necessaris i es va poder viatjar finalment a la Xina. La selecció catalana va comptar amb:
| - Raquel Varela (CK Vacarisses) - Montse Cortés (CK Vacarisses) - Marta Flores (CK Vacarisses) - Vanesa Viana (CK Vacarisses) - Laia Rosa (CK Vallparadís) - Miriam González (CK Vallparadís) - Berta Alomà (KC Sant Cugat) |  | - Albert Camprubí (CK Castellbisbal) - Óscar Hernández (CK Vacarisses) - Xavi Blàzquez (CK Vallparadís) - Ivan Alberich (CE Vilanova) - José M. Álvarez (CK Montcada) - Sergi Gabriel (CE Vilanova) - Marc Castillo (CK Montcada) |

Després aconseguir la quarta posició -la millor de la història- la selecció de Catalunya va ser rebuda a l'Aeroport pel Secretari General de l'Esport, Ivan Tibau, i per un nombrós grup d'aficionats.
Sergi Gabriel va ser escollit per formar part de l'"equip ideal del Campionat del món" com un dels 8 millors jugadors de la competició.

## Primera fase

### Llegenda
| Pts = Punts J = Partits jugats G = Partits guanyats P = Partits perduts |  | CF = Cistelles a favor CC = Cistelles en contra DC = Diferència de cistelles (CF-CC) GG = Partit guanyat per Gol d'or (golden goal) |  |  |

| GRUP A        | Pts | J | G | P | CF  | CC  | DC  |
| ------------- | --- | - | - | - | --- | --- | --- |
| Països Baixos | 9   | 3 | 3 | 0 | 118 | 34  | +84 |
| Portugal      | 6   | 3 | 2 | 1 | 69  | 59  | +10 |
| Alemanya      | 3   | 3 | 1 | 2 | 46  | 59  | −13 |
| Índia         | 0   | 3 | 0 | 3 | 44  | 125 | −81 |

| GRUP B     | Pts | J | G | P | CF  | CC  | DC   |
| ---------- | --- | - | - | - | --- | --- | ---- |
| Bèlgica    | 9   | 3 | 3 | 0 | 137 | 27  | +110 |
| Rússia     | 6   | 3 | 2 | 1 | 79  | 61  | +18  |
| Hong Kong  | 3   | 3 | 1 | 2 | 46  | 101 | −55  |
| Sud-àfrica | 0   | 3 | 0 | 3 | 31  | 104 | −73  |

| 27/10/11 | Alemanya      | 25-19 | Índia    |
| 27/10/11 | Països Baixos | 34-13 | Portugal |
| 28/10/11 | Països Baixos | 24–10 | Alemanya |
| 28/10/11 | Portugal      | 40–14 | Índia    |
| 29/10/11 | Països Baixos | 60–11 | Índia    |
| 29/10/11 | Alemanya      | 11–16 | Portugal |

| 27/10/11 | Rússia     | 33-17 | Hong Kong  |
| 27/10/11 | Bèlgica    | 46-10 | Sud-àfrica |
| 28/10/11 | Sud-àfrica | 12–23 | Hong Kong  |
| 28/10/11 | Bèlgica    | 35–11 | Rússia     |
| 29/10/11 | Bèlgica    | 56–6  | Hong Kong  |
| 29/10/11 | Rússia     | 35–9  | Sud-àfrica |

| GRUP C      | Pts | J | G | P | CF | CC | DC  |
| ----------- | --- | - | - | - | -- | -- | --- |
| Xina Taipei | 9   | 3 | 3 | 0 | 93 | 54 | +39 |
| Anglaterra  | 6   | 3 | 2 | 1 | 66 | 56 | +10 |
| Polònia     | 3   | 3 | 1 | 2 | 51 | 80 | −29 |
| Austràlia   | 0   | 3 | 0 | 3 | 59 | 79 | −20 |

| GRUP D    | Pts | J | G | P | CF | CC | DC  |
| --------- | --- | - | - | - | -- | -- | --- |
| Catalunya | 9   | 3 | 3 | 0 | 76 | 39 | +37 |
| Txèquia   | 6   | 3 | 2 | 1 | 70 | 41 | +29 |
| Xina      | 3   | 3 | 1 | 2 | 50 | 65 | −15 |
| Gal·les   | 0   | 3 | 0 | 3 | 23 | 74 | −51 |

| 27/10/11 | Anglaterra   | 23-14 | Polònia    |
| 27/10/11 | Taipei Xinès | 32-21 | Austràlia  |
| 28/10/11 | Anglaterra   | 23–17 | Austràlia  |
| 28/10/11 | Taipei Xinès | 36–13 | Polònia    |
| 29/10/11 | Austràlia    | 21–24 | Polònia    |
| 29/10/11 | Taipei Xinès | 25–20 | Anglaterra |

| 27/10/11 | Txèquia   | 16-21 | Catalunya |
| 27/10/11 | Xina      | 17-13 | Gal·les   |
| 28/10/11 | Catalunya | 28–6  | Gal·les   |
| 28/10/11 | Xina      | 16–25 | Txèquia   |
| 29/10/11 | Txèquia   | 29–4  | Gal·les   |
| 29/10/11 | Xina      | 17–27 | Catalunya |

## Segona fase

### Llocs 1 a 8
- Es formen 2 grups amb les 2 millors seleccions de cada grup de la primera fase, conservant-se el resultat entre les dues seleccions del mateix grup.

| GRUP E        | Pts | J | G | P | CF  | CC | DC  |
| ------------- | --- | - | - | - | --- | -- | --- |
| Països Baixos | 9   | 3 | 3 | 0 | 104 | 42 | +62 |
| Catalunya     | 6   | 3 | 2 | 1 | 50  | 63 | -13 |
| Txèquia       | 3   | 3 | 1 | 2 | 54  | 77 | −23 |
| Portugal      | 0   | 3 | 0 | 3 | 46  | 72 | −26 |

| GRUP F      | Pts | J | G | P | CF | CC | DC  |
| ----------- | --- | - | - | - | -- | -- | --- |
| Bèlgica     | 9   | 3 | 3 | 0 | 87 | 44 | +43 |
| Xina Taipei | 6   | 3 | 2 | 1 | 67 | 53 | +14 |
| Anglaterra  | 3   | 3 | 1 | 2 | 58 | 77 | −19 |
| Rússia      | 0   | 3 | 0 | 3 | 44 | 82 | -38 |

| 31/10/11 | Catalunya | 18-15 | Portugal      |
| 31/10/11 | Txèquia   | 18-38 | Països Baixos |
| 1/11/11  | Catalunya | 11–32 | Països Baixos |
| 1/11/11  | Txèquia   | 20–18 | Portugal      |

| 31/10/11 | Anglaterra   | 16-31 | Bèlgica |
| 31/10/11 | Taipei Xinès | 25-12 | Rússia  |
| 1/11/11  | Taipei Xinès | 17–21 | Bèlgica |
| 1/11/11  | Anglaterra   | 22–21 | Rússia  |

### Llocs 9 a 16
- Es formen 2 grups amb les 2 darreres seleccions de cada grup de la primera fase, conservant-se el resultat entre les dues seleccions del mateix grup.

| GRUP G   | Pts | J | G | P | CF | CC | DC  |
| -------- | --- | - | - | - | -- | -- | --- |
| Alemanya | 9   | 3 | 3 | 0 | 74 | 47 | +27 |
| Xina     | 6   | 3 | 2 | 1 | 70 | 64 | +6  |
| Índia    | 3   | 3 | 0 | 3 | 70 | 76 | −6  |
| Gal·les  | 0   | 3 | 0 | 3 | 39 | 66 | −27 |

| GRUP H     | Pts | J | G | P | CF | CC | DC  |
| ---------- | --- | - | - | - | -- | -- | --- |
| Polònia    | 9   | 3 | 3 | 0 | 76 | 55 | +21 |
| Austràlia  | 6   | 3 | 2 | 1 | 81 | 59 | +22 |
| Hong Kong  | 3   | 3 | 1 | 2 | 64 | 72 | -8  |
| Sud-àfrica | 0   | 3 | 0 | 3 | 40 | 75 | -35 |

| 31/10/11 | Gal·les | 12-24 | Alemanya |
| 31/10/11 | Xina    | 37-26 | Índia    |
| 1/11/11  | Xina    | 16–25 | Alemanya |
| 1/11/11  | Gal·les | 14–25 | Índia    |

| 31/10/11 | Austràlia | 29-21 | Hong Kong  |
| 31/10/11 | Polònia   | 21-14 | Sud-àfrica |
| 1/11/11  | Austràlia | 31–14 | Sud-àfrica |
| 1/11/11  | Polònia   | 31–20 | Hong Kong  |

## Fase final

### Llocs 13 a 16
|  | Llocs 13 a 16 | Llocs 13 a 16 |    |               | Llocs 13 i 14 | Llocs 13 i 14 |
|  |               |               |    |               |               |               |
|  | 2 de novembre |               |    |               |               |               |
|  | Índia         | 28            |    |               |               |               |
|  | Sud-àfrica    | 16            |    |               |               |               |
|  |               |               |    |               |               |               |
|  |               |               |    |               | 4 de novembre |               |
|  |               |               |    |               | Índia         | 20            |
|  |               | Hong Kong     | 14 |               |               |               |
|  |               |               |    |               |               |               |
|  |               |               |    |               |               |               |
|  |               |               |    |               | Llocs 15 i 16 |               |
|  | 2 de novembre | 2 de novembre |    | 4 de novembre | 4 de novembre |               |
|  | Gal·les       | 15            |    | Sud-àfrica    | 13            |               |
|  | Hong Kong     | 19            |    |               | Gal·les       | 14            |

### Llocs 9 a 12
|  | Llocs 9 a 12  | Llocs 9 a 12  |    |               | Llocs 9 i 10  | Llocs 9 i 10 |
|  |               |               |    |               |               |              |
|  | 2 de novembre |               |    |               |               |              |
|  | Alemanya      | 26            |    |               |               |              |
|  | Austràlia     | 15            |    |               |               |              |
|  |               |               |    |               |               |              |
|  |               |               |    |               | 4 de novembre |              |
|  |               |               |    |               | Alemanya      | 23           |
|  |               | Polònia       | 18 |               |               |              |
|  |               |               |    |               |               |              |
|  |               |               |    |               |               |              |
|  |               |               |    |               | Llocs 11 i 12 |              |
|  | 2 de novembre | 2 de novembre |    | 4 de novembre | 4 de novembre |              |
|  | Xina          | 20            |    | Austràlia     | 20            |              |
|  | Polònia       | 21            |    |               | Xina          | 23           |

### Llocs 5 a 8
|  | Llocs 5 a 8   | Llocs 5 a 8   |    |               | Llocs 5 i 6   | Llocs 5 i 6 |
|  |               |               |    |               |               |             |
|  | 3 de novembre |               |    |               |               |             |
|  | Txèquia       | 21            |    |               |               |             |
|  | Rússia        | 23            |    |               |               |             |
|  |               |               |    |               |               |             |
|  |               |               |    |               | 5 de novembre |             |
|  |               |               |    |               | Rússia        | 22          |
|  |               | Anglaterra    | 29 |               |               |             |
|  |               |               |    |               |               |             |
|  |               |               |    |               |               |             |
|  |               |               |    |               | Llocs 7 i 8   |             |
|  | 3 de novembre | 3 de novembre |    | 5 de novembre | 5 de novembre |             |
|  | Portugal      | 23            |    | Txèquia       | 12            |             |
|  | Anglaterra    | 24*gg         |    |               | Portugal      | 16          |

### Semifinals
|  | Semifinals    | Semifinals    |    |               | Final         | Final |
|  |               |               |    |               |               |       |
|  | 3 de novembre |               |    |               |               |       |
|  | Països Baixos | 27            |    |               |               |       |
|  | Xina Taipei   | 17            |    |               |               |       |
|  |               |               |    |               |               |       |
|  |               |               |    |               | 5 de novembre |       |
|  |               |               |    |               | Països Baixos | 32    |
|  |               | Bèlgica       | 26 |               |               |       |
|  |               |               |    |               |               |       |
|  |               |               |    |               |               |       |
|  |               |               |    |               | Llocs 3 i 4   |       |
|  | 3 de novembre | 3 de novembre |    | 5 de novembre | 5 de novembre |       |
|  | Bèlgica       | 27            |    | Xina Taipei   | 33            |       |
|  | Catalunya     | 14            |    |               | Catalunya     | 16    |